# Paweł Eustachy Leśniewski
Paweł Eustachy Leśniewski (ur. 12 stycznia 1794 w Cieciórkach, zm. 20 czerwca 1855 w Warszawie) – urzędnik Królestwa Polskiego, pisarz, nauczyciel.

## Życiorys
Urodził się 12 stycznia 1794 w Cieciórkach w rodzinie drobnego szlachcica Bartłomieja herbu Bojcza w jego żony Teresy. Ukończył szkołę pijarów w Opolu i następnie wstąpił do tego zakonu. Był nauczycielem w Opolu oraz na Żoliborzu. W 1818 wystąpił z zakonu, poświęcił się pracy pedagogicznej i uczył w Sejnach, Łęczycy, Kaliszu i Białej Podlaskiej.
W 1832 osiedlił się w Warszawie i został redaktorem "Pamiętnika Rolniczo-Technologicznego". W latach 1842-45 i 1847-50 redagował tygodnik "Kmiotek: pismo czasowe do czytania dla wiejskiego i miejskiego ludu przeznaczone".
1 sierpnia 1844 zakończył staż i otrzymał posadę w Wydziale Dóbr i Lasów, gdzie pracował do swojej śmierci. Warunki materialne zmusiły go do poszukiwania dodatkowych zarobków. Publikował artykuły z dziedziny gospodarki rolnej i nauk przyrodniczych. W 1837 wydał "Rybactwo krajowe..." kompendium aktualnej wiedzy o rybołówstwie.
Zajmował się również tłumaczeniami. Przetłumaczył m.in. dziesięciotomowe dzieło E. Suego "Żyd wieczny tułacz". Był również autorem podręcznika dobrego wychowania pt: "Wychowaniec dziewiętnastego wieku...".
Żonaty z Marią Lechnerowicz, mieli sześcioro dzieci: Bronisławę, Ludwikę śpiewaczkę operową, Magdalenę również śpiewaczkę, zamężną za Oskara Bolesława Domhera, Zenobię, Pia Stanisławę zamężna za Wilhelma Vanselova i Juliana rozstrzelanego w Wolnie 22 czerwca 1863. Zmarł 20 czerwca 1855 i pochowany jest na cmentarzu powązkowskim.